# Progetto LEAF
Il progetto LEAF (Linux Embedded Appliance Framework) è una raccolta di distribuzioni Linux nata come fork della distribuzione Linux Router Project (LRP)  nota anche come "linux-on-a-floppy" Queste distribuzioni sono pensate per offrire funzionalità di router e firewall alle quali vengono aggiunti componenti tipici delle distribuzioni Linux, come shell, server SSH, DNS, file server, webmin e simili.
LEAF è una scelta per gli utenti che trovano i router NAT commerciali poco flessibili o sicuri oppure non conformi alla filosofia open source.

## Caratteristiche
LEAF è in grado di mettere a disposizione un potente firewall NAT con diversi servizi ausiliari su hardware generalmente considerato obsoleto, quale ad esempio workstation con processore 486 senza disco fisso.
LEAF è progettato per funzionare su supporti di memorizzazione in sola lettura, come unità floppy protette da scrittura o dischi ottici. Le dimensioni delle distribuzioni variano da un singolo floppy disk a diverse centinaia di megabyte a seconda del software aggiuntivo messo a disposizione.
Le distribuzioni LEAF generalmente includono software progettati e ottimizzati per occupare poco spazio e richiedere risorse ridotte per essere eseguiti, come ad esempio uClibc, BusyBox, Dropbear e Shorewall.
Le origini di LEAF vanno fatte risalire a Debian Sarge anche se molti dei processi di avvio e di controllo dei demoni sono stati modificati in modo significativo o riscritti.